# アイデム
株式会社アイデム（AIDEM Inc.）は、東京都新宿区に本社を置く、求人広告・求人情報誌を発行する企業。インターネットによる求人情報の提供なども行っている。

## 事業内容

### 求人メディアの企画・発行・運営
新聞折込求人紙・求人フリーペーパー
- 新聞折込求人紙「しごと情報アイデム」
- 設置型フリーペーパー求人誌「ジョブアイデム」首都圏、大阪市内～神戸・明石

インターネット求人サイト
- イーアイデム
- イーアイデム正社員
- イーアイデムファッション

### 人材紹介サービス
- アイデムスマートエージェント【新卒】
- アイデムスマートエージェント【転職】

### その他
- ビジネス教育企画の実施
- 公益社団法人 全国求人情報協会 正会員
- 採用ホームページ構築サービス「Jobギア採促」「Jobギアキャリア」
- アイデムフォトギャラリー「シリウス」

## 概要
- 沿革 1971年（昭和46年）2月 設立
- 代表者 代表取締役 椛山亮
- 資本金 2,250万円
- 年商 268億3,100万円（2015年8月決算実績）
- 社員数 1,360名（2015年9月1日現在）※全雇用形態含む
- 平均年齢 37.2歳（男39.9歳、女34.2歳）
- 本社所在地 東京都新宿区新宿1-4-10 アイデム本社ビル
- 事業所 宮城1、東京10、埼玉6、神奈川6、千葉3、茨城2、群馬1、栃木1、静岡3、大阪4、兵庫3、京都1、滋賀1、奈良1、和歌山1、岡山1、福岡1 （東北・関東・東海・近畿・中国・九州計50か所）

## グループ企業
- 株式会社アイデムコーポレーション
- 戦力エージェント株式会社
- 株式会社アイデムエキスパート
- 株式会社アイデム四国
- セブンネット株式会社